# August Kościesza-Żaba
August Żaba herbu Kościesza (ur. 1801 w Krasławiu, zm. 3 stycznia 1894 w Smyrnie) – polski orientalista, dyplomata w służbie rosyjskiej, syn Dominika Żaby i Anny Holownii, brat Napoleona Feliksa Żaby.
Studiował języki wschodnie w Petersburgu (1824–1828). Pracował jako tłumacz w rosyjskich konsulatach w Jafie i Smyrnie, w latach 1848–1866 pełnił funkcję konsula rosyjskiego w Erzurum. Od 1856 roku w porozumieniu z Rosyjską Akademią Nauk gromadził i badał materiały literackie dotyczące Kurdów. Część jego zbiorów znajduje się w Bibliotece w Leningradzie. Z drugą żoną Heleną Giraud miał córkę, która była żoną barona Leopolda de Testa.
Prowadził badania nad zwyczajami Kurdów; wyniki badań opublikował w języku francuskim w pracy Receueil des notices et récits de la littérature et des tribus du Kourdistan (1861). Ponadto opracował pierwszy słownik francusko-kurdyjski (1879).
- Marie de Testa & Antoine Gautier, Auguste de Jaba (1801–1894), diplomate orientaliste russe et la connaissance de la langue kurde, in Drogmans et diplomates européens auprès de la Porte ottomane, éditions ISIS, Istanbul, 2003, pp. 441–461.